# 先軍八景
在2002年，朝鮮提出先軍八景（선군팔경）推廣朝鮮旅遊事業。“先軍”来自“先军政治”理念。
八個觀光熱點如下：
- 白頭山的日出[1]：位於兩江道的「白頭山」（長白山）的日出，朝鮮人認為他們的民族聖山是神秘及莊嚴的。朝鲜当局的官方资料称金正日在“白头山密营”出生。
- 蟠松哨所的雪景[1]：位於兩江道的「蟠松哨所」的雪景特別壯觀，雪花被朝霞映得絢麗奪目，展現出奇特的雪景。1995年金正日视察蟠松哨所时提出“先军政治”。
- 鐵嶺的金達萊：位於江原道的高山郡，鐵嶺（朝鲜语：철령）的金達萊花開成了花海。
- 將子江的不夜之城：位於慈江道的江界市，近年沿著以「狼林山」脈為源頭的「將子江」修建了370多座水電站，使慈江道解決困擾多年的缺電問題，夜裡燈火通明的江界市變成像香港般的不夜城。
- 雲林瀑布的迴響：「雲林嶺」原是原始森林覆蓋的險山幽谷，近期由朝鮮人民軍開發成「遊園地」。其中的「雲林瀑布」從高聳入雲的懸崖飛瀉而下，發出雄壯的聲響。
- 「寒得來」田野的地平線：平安北道泰川郡的「寒得來」（朝鮮語的意思：一桶水）在過去沒有水源，民眾挖小溪蓄水，一桶桶地汲去澆田。近期已經修好水利，因此過去的瘦田，變成了黃金大平原。
- 「大紅丹」的土豆花海：兩江道的「大紅湍郡」之田野上的馬鈴薯花海。
- 「泛雁里」的仙境：黃海北道瑞興郡之泛雁里，民眾的瓦房鱗次櫛比，後山上各種果樹成林，村前富饒的田野和魚池，這就是朝鮮的民眾認為的社會主義仙境。

## 外部連結
- 위대한 시대가 낳은 조국의 자랑 《선군8경》

- 북한, 선군팔경(先軍八景) 지정